# Bohus Beáta
Bohus Beáta, vagy Bohus Bea (Békéscsaba, 1971. április 25. –) magyar válogatott női kézilabdázó, posztja beállós. Nevelőegyesülete a Békéscsabai Előre NKSE volt, majd játszott még a Dunaferr NK-ban is. Jelenleg Békéscsabán dolgozik másodedzőként.

## Játékos-pályafutása

### Békéscsabán
Bohus Beáta a Békéscsabai Előrében kezdett sportolni, nevelőedzője Tobak Lászlóné volt. Hamar kitűnt tehetségével, az NBI-ben szereplő békéscsabai csapat stabil tagja lett. A legjobb eredménye ebből a korszakból egy bajnoki 3. helyezés volt. A jó teljesítményének köszönhetően 1992-ben meghívták a válogatottba is. A viharsarki liláknál maradt egészen 1997-ig, amikor is eligazolt a megerősödő és erős csapatot építő Dunaferrbe.

### Dunaújvárosban
A dunaújvárosi évek során számos sikert ért el az Európa akkori egyik legjobb klubjával. Itt főleg az időszak első felében volt stabil kezdőjátékos, később már kevesebbet játszott, többek között Kulcsár Anitával kellett megküzdenie a helyért a csapatban. Ezekben az években négyszer nyertek magyar bajnokságot, ugyanennyiszer az MK-t, valamint a nemzetközi porondon egyszer a BL-t, egyszer az EHF-kupát. Profi pályafutását 2005-ben fejezte be, majd hazatért Békéscsabára. Ezután még alsóbb osztályú Békés megyei együttesekben játszott.

### A válogatottban
A válogatottban elért legjobb eredménye a 2003-as világbajnokságon egy ezüstérem, a 2004-es Európa-bajnokságon egy bronzérem, valamint az athéni olimpián egy 5. hely.

## Edzőként
Amikor 2005-ben hazatért szülővárosába, egykori klubja azonnal alkalmazta volt játékosát. Bohus Beáta másodedzőként tevékenykedik az Előre NKSE-nél, valamint felelős az ifjúsági korú csapatoknál folyó munkában is. 2010 novemberétől a csapat vezetőedzőjének nevezték ki. 2013-tól a Nemzeti Kézilabda Akadémia edzőjeként dolgozik, irányításával ifjúsági és serdülő bajnoki címeket, valamint Diákolimpia-győzelmet értek el a csapatok. 2012-től a magyar serdülőválogatott szövetségi edzője, eddigi legnagyobb sikere a 2018-ban szerzett ifjúsági világbajnoki ezüstérem.

## Magánélet
Bohusnak mérlegképes könyvelői végzettsége van, a szakmájában azonban soha nem dolgozott. Férje Megyebíró János labdarúgóbíró volt, akitől elvált. Egy közös fiúgyermekük van. 